# 森谷佳奈のアニ物語
『森谷佳奈のアニ物語〜アナウンサーが真剣にアニメ番組を編成してみた〜』（もりたにかなのアニものがたり アナウンサーがしんけんにアニメばんぐみをへんせいしてみた）は、山陰放送（BSSテレビ）で放送されていた山陰ローカル深夜アニメの放送枠。

## 概要
2019年10月から土曜 1:55 - 2:25〈金曜深夜〉に設けられた。「BSSアナウンサーの森谷佳奈が“真剣に”アニメ番組を編成する」という趣旨の放送枠である。
番組の中でナビゲーション等も含め森谷本人の出演は一切無いが、枠開設当初は番組公式X（旧Twitter）上にて顔出しで次回予告動画を配信していた（2022年9月以降は掲載されず、X（旧Twitter）自体更新停止状態となっている（2023年3月現在）。
初期に放送された3作は山陰放送が属するJNNの準キー局である毎日放送製作の『アニメイズム』B2枠で放送された作品であり、視聴者の『アニメイズム』との関連性を指摘する声に対して森谷自ら否定したこともあった。
4作目『宇崎ちゃんは遊びたい!』以降は系列を問わずに放送されており、『SPY×FAMILY』以降はテレビ東京製作作品の放送が増えている。
2023年3月以降も本枠は継続されているが、『森谷佳奈のアニ物語』としての案内を行っておらず、公式X（旧Twitter）も更新されていない。
2024年7月をもって一旦廃止されたが、2025年7月に復活。

### 放送時間
- 土曜 1:55 - 2:25〈金曜深夜〉（2019年10月～2023年3月）
- 土曜 1:53 - 2:23〈金曜深夜〉（2023年4月～2024年3月）
- 土曜 2:23 - 2:53〈金曜深夜〉（2024年5月～7月）
- 日曜 2:15 - 2:45〈土曜深夜〉（2025年7月～）

### 本枠設置前のBSSの深夜アニメ放送事情
本枠設置前には『アニメイズム』枠で放送された作品やMBS以外が製作した作品も放送されたが、TBSテレビ製作の深夜アニメがBSSで放送されたのはJNN全局ネットの『けいおん!!』のみであり、『アニメリコ』枠制定後の作品は未放送。
『宇崎ちゃんは遊びたい!』放映開始時点でBSSで放送されたUHFアニメは、『ダーリン・イン・ザ・フランキス』と『鬼滅の刃』のみである。

## 放送作品一覧
備考の「B2」は『アニメイズム』B2枠作品を指す。
| #  | 作品名                                                   | 放送期間                       | 製作局 or 放送形態     | 備考                                   |
| -- | -------------------------------------------------------- | ------------------------------ | ---------------------- | -------------------------------------- |
| 1  | 荒ぶる季節の乙女どもよ。                                 | 2019年10月26日 - 2020年1月18日 | MBS                    | B2                                     |
| 2  | ランウェイで笑って                                       | 2020年1月25日 - 4月11日        | MBS                    | B2                                     |
| 3  | 波よ聞いてくれ                                           | 2020年4月18日 - 7月3日         | MBS                    | B2                                     |
| 4  | 宇崎ちゃんは遊びたい!（第1期）                           | 2020年7月10日 - 9月26日        | AT-X                   | ABC-A製作参加                          |
| 5  | 神様になった日                                           | 2020年10月17日 - 2021年1月9日  | TOKYO MX メ〜テレ BS11 | ABC-A製作参加 放送前週に特別番組を放送 |
| 6  | はたらく細胞!!                                           | 2021年1月23日 - 3月13日        | UHFアニメ              | 第1期は未放送                          |
| 7  | はたらく細胞BLACK                                        | 2021年3月20日 - 6月12日        | TOKYO MX               |                                        |
| 8  | 無職転生 〜異世界行ったら本気だす〜 （第1期・第1クール） | 2021年6月19日 - 8月28日        | BS11                   |                                        |
| 9  | ましろのおと                                             | 2021年9月4日 - 11月27日        | MBS                    | B2                                     |
| 10 | 無職転生 〜異世界行ったら本気だす〜 （第1期・第2クール） | 2021年12月4日 - 2022年3月5日   | BS11                   |                                        |
| 11 | その着せ替え人形は恋をする（第1期）                      | 2022年3月12日 - 5月28日        | TOKYO MX BS11          |                                        |
| 12 | SPY×FAMILY（第1クール）                                  | 2022年6月4日 - 8月19日         | テレビ東京             |                                        |
| 13 | パリピ孔明                                               | 2022年8月26日 - 11月19日       | MBS                    |                                        |
| 14 | SPY×FAMILY（第2クール）                                  | 2022年11月26日 - 2023年2月18日 | テレビ東京             |                                        |
| 15 | とんでもスキルで異世界放浪メシ（第1期）                  | 2023年3月4日 - 5月20日         | テレビ東京             |                                        |
| 16 | もういっぽん!                                            | 2023年5月27日 - 8月19日        | テレビ東京             |                                        |
| 17 | スキップとローファー（第1期）                            | 2023年9月2日 - 11月18日        | 関西テレビ BS朝日      |                                        |
| 18 | SPY×FAMILY Season 2                                      | 2023年11月25日 - 2024年2月10日 | テレビ東京             |                                        |
| 19 | BIRDIE WING -Golf Girls' Story-（Season 1）              | 2024年2月17日 - 3月30日        | テレビ東京             | 全13話中7話をセレクション放送          |
| 20 | 怪獣8号（第1期）                                         | 2024年5月4日 - 7月20日         | テレビ東京             |                                        |
| 21 | 帝乃三姉妹は案外、チョロい。                             | 2025年7月13日 -                | TOKYO MX BS11          |                                        |